# Рандъярв, Лайне
Лайне Рандъярв (эст. Laine Randjärv). Прежняя фамилия - Янес (эст. Jänes), 30 июля 1964, Москва, РСФСР — эстонский политик. В 2011—2015 годах —  первый вице-спикер Рийгикогу (Государственного собрания) Эстонии.
С 5 апреля 2007 года  - министр культуры ЭР. Состоит в Партии Реформ. Ранее была мэром города Тарту. В 2013 году была выдвинута кандидатом в мэры Таллинна, но позже отказалась от участия в выборах. На выборах 2015 года снова прошла в эстонский парламент. Председатель Культкомиссии Рийгикогу. Член фракции Партии реформ в Рийгикогу.
В Партии Реформ состоит с 2002 года.